# Uffe Børge Darr
Uffe Børge Darr (ur. 11 września 1919 r. w Silkeborg, zm. 1 grudnia 1943 r. w rejonie Dollendorf) – duński pilot wojskowy, ochotnik Luftwaffe podczas II wojny światowej.
Jego rodzina pochodziła z Niemiec. Uffe Børge Darr służył w duńskim lotnictwie wojskowym. W styczniu 1940 r. wstąpił ochotniczo do Luftwaffe, co było możliwe z powodu posiadania przez niego obywatelstwa niemieckiego. Przeszedł przeszkolenie lotnicze w Flugzeugführerschule A/B 11 w Schönwalde-Glien. Od 4 grudnia 1941 r. szkolił się na pilota bombowego i transportowego w Flugzeugführerschule C 16 w Burg. Po zakończeniu przeszkolenia został instruktorem lotniczym, choć czasami uczestniczył w misjach bojowych. 4 listopada 1943 r. przeszedł do jednostki lotniczej Jagdgeschwader 11. Latał na myśliwcach Bf 109G. 1 grudnia tego roku zginął podczas misji bojowej w rejonie Dollendorf.